# Kur Kuath
Kur Kuath (n. Jartum); 12 de agosto de 1998) es un jugador de baloncesto con nacionalidad sursudanesa. Con 2,08 metros de altura juega en la posición de pívot. Actualmente forma parte de la plantilla del CB Gran Canaria de la liga ACB.

## Trayectoria deportiva

### Universidad
Es un jugador natural de Jartum, Sudán, formado en la Kearns High School de Kearns (Utah), antes de ingresar en 2016 en el Salt Lake Community College de Salt Lake City en Utah donde estaría durante dos temporadas. En la temporada 2017-18 promedia 10.7 puntos, 12.3 rebotes y 3.5 tapones en 33 partidos.
En 2018, ingresa en la Universidad de Oklahoma, situada en la ciudad de Norman, Oklahoma, donde jugaría tres temporadas la NCAA con los Oklahoma Sooners desde 2018 a 2021.  En la temporada 2020-21, de la que se graduó, anotó 5,1 puntos, 3,8 rebotes y 1,5 tapones en 27 partidos, incluidos 15 como titular.
En la temporada 2021-22, cambia de universidad e ingresa en la Universidad Marquette, institución Jesuita que se encuentra en Milwaukee, en el estado de Wisconsin, donde jugaría la NCAA con los Marquette Golden Eagles con el que disputó 32 partidos, promediando 5,6 puntos, 3,9 rebotes y 2,5 tapones en 19 minutos por partido.
Tras no ser drafteado en 2022, disputa la Liga de verano de la NBA con los Dallas Mavericks.
En la temporada 2022-23, firma con Lavrio B.C. de la A1 Ethniki.
El 5 de enero de 2023, firma por el Club Ourense Baloncesto de la Liga LEB Oro.
El 25 de agosto de 2023, firma por el Força Lleida Club Esportiu de la Liga LEB Oro.
El 25 de junio de 2024, firma por el Hamburg Towers de la Basketball Bundesliga.
El 5 de julio de 2025 fichó por el CB Gran Canaria de la liga ACB.